# Carl Woese

Woeses indelning

Carl Richard Woese, född 15 juli 1928 i Syracuse, New York, död 30 december 2012 i Urbana, Illinois, var en amerikansk professor i mikrobiologi vid University of Illinois at Urbana-Champaign. Woeses största insats anses vara att han visade att arkéer (Archaea) bildar en egen domän jämte bakterier och eukaryoter. Han är också känd för att redan 1967 föreslå att den första livsformen var baserad på RNA istället för, som idag, DNA. 

## Utmärkelser
Woese har fått ett flertal utmärkelser för sitt arbete. Han blev en MacArthur Fellow 1984, invaldes till National Academy of Science i USA 1988, fick Leeuwenhoekmedaljen 1992 och National Medal of Science 2000. Woese besökte Sverige 2003 för att motta Crafoordpriset av Kungliga Vetenskapsakademien. Han var även utländsk ledamot av Kungliga Vetenskapsakademien.